# CHO-K1
CHO-K1（CHO cell clone K1）是源自成年中國倉鼠卵巢的二倍體上皮樣細胞系，並且是CHO細胞（源自中國倉鼠卵巢深入活體組織切片）衍生的野生型亞克隆。目前已知利用甲磺酸乙酯誘變CHO-K1細胞後，會產生缺乏二氫葉酸還原酶（DHFR）活性的CHO-DXB11細胞 。此外，源自CHO-K1細胞的細胞系的基因組可能曾有着大規模的染色體重新排列，甚至已知它的克隆群體也可以分化為異質亞族群（heterogeneous subpopulations）。
據報導，CHO-K1細胞的染色體計數各有不同，可能是因為它的基因組不穩定。有研究就在CHO-K1細胞中發現了21條染色體，並且在在CHO-K1細胞的基因組中，鑑定出與大多數人類硫酸乙酰肝素葡糖胺O-磺基轉移酶（human heparan sulfate glucosamine O-sulfotransferases）的同源物，鑑定結果與以前的研究一致。

## 外部連結
- Cellosaurus entry for CHO-K1（页面存档备份，存于）